# Nicomia lemniscata
Nicomia lemniscata är en insektsart som beskrevs av Carl Stål. Nicomia lemniscata ingår i släktet Nicomia och familjen hornstritar. Inga underarter finns listade i Catalogue of Life.